# Парк Победы (станция метро, Санкт-Петербург)
«Парк Побе́ды» — временно закрытая станция Петербургского метрополитена. Расположена на Московско-Петроградской линии между станциями «Московская» и «Электросила».
Открыта 29 апреля 1961 года в составе первой очереди Московско-Петроградской линии «Парк Победы» — «Технологический институт» в период действия Постановления ЦК КПСС и Совета министров СССР № 1871 «Об устранении излишеств в проектировании и архитектуре» от 4 ноября 1955 года, вследствие чего стала первой в мире «классической» станцией закрытого типа. Наименование получила по расположению на территории одноимённого парка.

## Наземные сооружения
Павильон станции выполнен по проекту архитекторов А. С. Гецкина, В. П. Шуваловой, и располагается на участке Московского парка Победы, выходящем на Московский проспект. В 1977 году рядом со станцией был построен подземный пешеходный переход под Московским проспектом.
Сооружён по типовому проекту (аналогичен вестибюлям станций «Электросила», «Фрунзенская», «Горьковская») и представляет собой круглое в плане здание с куполом и застеклёнными входами. По всему периметру над окнами и дверями был собран козырёк. Впоследствии по основанию навесов пошли трещины. В связи с этим и с трагедией на «Сенной площади» навес укреплён металлоконструкциями. Позднее под козырьком были устроены киоски.

## Подземные сооружения
«Парк Победы» — станция закрытого типа («горизонтальный лифт») глубокого заложения (глубина ≈ 35 м, по другим источникам — ≈ 45 м). Данный тип станции был впервые применён в общемировой практике метростроения. Впервые в мире по краям платформы были установлены платформенные раздвижные двери. Подземный зал сооружён по проекту архитектора А. К. Андреева и инженера Г. А. Скобенникова.
Ряды дверных проёмов обработаны закруглёнными полосами рифлёного металла. На стенах укреплены карнизы из узорчатого стекла, за которыми скрыты лампы. В торцевые стены вписаны параболические декоративные арки.
Наклонный ход, содержащий три эскалатора, расположен в южном торце станции.
C декабря 2013 по февраль 2015 года на станции проводился капитальный ремонт облицовки и гидроизоляции подземного зала. В ходе ремонтных работ наливной пол оригинального рисунка был заменён однотонным красным гранитом, в результате чего первоначальный облик станции, каким он был задуман архитектором А. К. Андреевым, был утрачен. Также были переоблицованы белым мрамором стены зала и заменены декоративные металлические элементы отделки.
С 29 июня 2025 по август 2027 года станция закрыта на реконструкцию по замене эскалаторов и ремонту наклонного хода.

## Особенности проекта и станции
- Оригинальные станционные двери были снабжены большими стеклянными вставками-окнами матированного стекла. В 1965 году их заменили на обычные двери серого, а позднее, в 1969 году — нынешнего чёрного цвета[7].
- Светильники вестибюля были заменены с «факелов» на «световые столбики» после концерта группы «Алиса» в октябре 1991 года[11].
- В центре подземного зала расположена лестница в служебные помещения и подплатформенный коллектор.

## Галерея

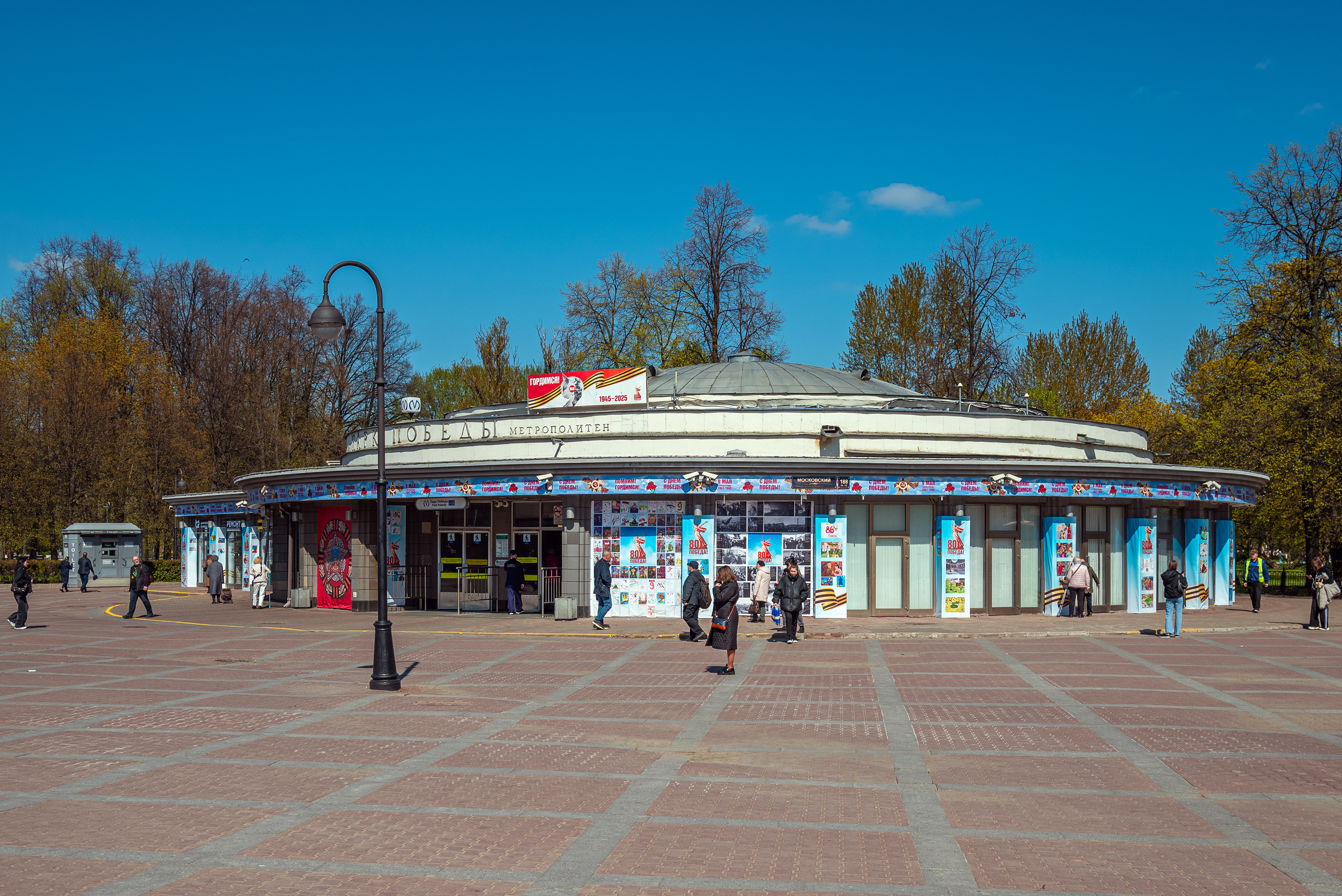
Павильон станции
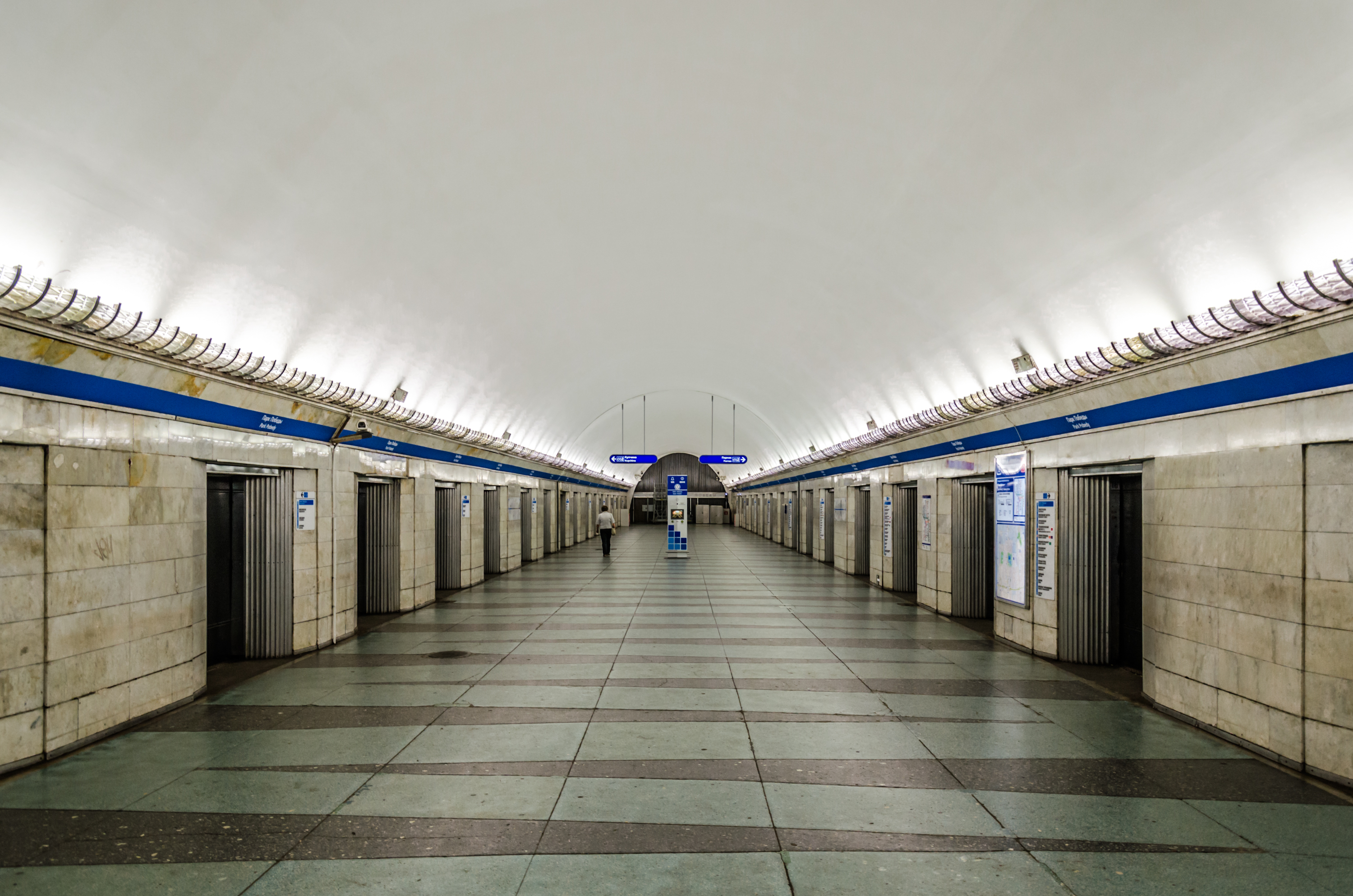
Станция до проведения капитального ремонта

## Путевое развитие
За станцией находился перекрёстный съезд между главными путями, который при продлении линии был разобран. Камера съездов в этом месте в сущности являет собой небольшой отрезок двухпутного тоннеля — по похожему проекту сооружена камера съездов между главными путями за станцией «Проспект Просвещения».

## Перспективы
На станции планируется пересадка на станцию «Парк Победы-2» Кольцевой линии после 2030 года.

## Наземный транспорт

### Автобусные маршруты
| №   | Пересадки | Конечный пункт 1              | Конечный пункт 2                               |
| --- | --- | ----------------------------- | ---------------------------------------------- |
| 3   | Предпортовая Московская Электросила Московские ворота Обводный канал Лиговский проспект Площадь Восстания Маяковская Московский вокзал Невский проспект Гостиный двор Адмиралтейская | улица Костюшко                | Театральная площадь                            |
| 16  | Звёздная | Звёздная улица                | Парк Победы                                    |
| 26  | Автово Ленинский проспект Московская Электросила Московские ворота Обводный канал Лиговский проспект                                                                                 | Кировский завод               | Площадь Восстания Маяковская Московский вокзал |
| 36  | Звёздная Бухарестская | Московское шоссе, 33          | Мгинская улица                                 |
| 50  | Купчино Звёздная Московская Электросила Московские ворота Фрунзенская Технологический институт Сенная площадь Спасская Садовая                                                       | Малая Балканская улица        | Театральная площадь                            |
| 63  | Ленинский проспект | улица Костюшко                | Купчино                                        |
| 72  | Проспект Славы | Кировский завод               | Купчино                                        |
| 226 | Ленинский проспект Московская Электросила Московские Ворота | Проспект Героев               | Московские ворота                              |
| 281 | Шушары Звёздная Московская Электросила Московские Ворота | Шушары, Старорусский проспект | Московские ворота                              |
| 286 | Звёздная | Московское шоссе, 33          | Балтийская Балтийский вокзал                   |

### Трамвайные маршруты
| №   | Пересадки                                                      | Конечный пункт 1       | Конечный пункт 2       |
| --- | -------------------------------------------------------------- | ---------------------- | ---------------------- |
| 29  | Московские Ворота Электросила Московская Звёздная              | Трамвайный парк № 1    | Мясокомбинат           |
| 29В | Московские Ворота Электросила Московская                       | Трамвайный парк № 1    | Проспект Юрия Гагарина |
| 45  | Московская Бухарестская Международная Проспект Славы Дунайская | Проспект Юрия Гагарина | Купчино                |

## В культуре
- Наряду со станциями «Звёздная» и «Купчино» упоминается в песне «Звёздная» группы «Телевизор».